# Stefan Junge
Stefan Junge (* 1. září 1950, Lipsko, Sasko) je bývalý východoněmecký sportovec, atlet, který se specializoval na skok do výšky.
S atletikou začínal jako skokan o tyči a především jako desetibojař. V roce 1968 získal stříbrnou medaili na Evropských juniorských hrách (od roku 1970 mistrovství Evropy juniorů v atletice) v desetiboji, které se konaly v jeho rodném městě, v Lipsku. V deseti disciplínách nasbíral celkově 7 319 bodů.
Kvůli zraněním se však později začal specializovat na skok vysoký. V roce 1971 skončil pátý na mistrovství Evropy v Helsinkách. Svého největšího úspěchu dosáhl o rok později na letních olympijských hrách v Mnichově, kde získal stříbrnou medaili. Na druhý pokus tehdy překonal 221 cm. Stejnou výšku zdolal i Američan Dwight Stones, který však potřeboval tři pokusy.
Později pracoval jako stavební inženýr.